# Club Deportivo Provincial Osorno
El Club Deportivo Provincial Osorno fue un club de fútbol de Chile, con sede en la ciudad de Osorno, Región de Los Lagos. Fue fundado el 5 de junio de 1983 con el nombre de Club Deportivo Provincial Osorno, y durante el 2012, bajo el nombre provisional de Club Deportivo y de Desarrollo Provincial Osorno fue desafiliado de la ANFP debido a una deuda millonaria. Las autoridades de la ciudad de Osorno y los hinchas del extinto club, y en honor a este fundaron el 3 de diciembre del mismo año, un nuevo club con el nombre de Club Deportivo Deportes Provincial Osorno recordando así a la histórica institución taurina.
Estuvo 6 años consecutivos (1993-1998) en la Primera División, siendo su máxima posición el 6.º lugar el año 1996. Además, estuvo en la serie de honor las temporadas 1991, 2000 y en el Apertura y Clausura de 2008.
Provincial Osorno fue el club más austral de Chile en participar en un torneo internacional, destacándose este como uno de sus más recordados hitos deportivos al clasificar a la Copa Sudamericana del año 2003.
Los colores que identificaron al club fueron el azul y el blanco, al igual que la histórica viñeta tricolor que llevó en las mangas de la camiseta. En tanto, su escudo, se compuso de la imagen de un toro y al fondo de este se aprecia el Volcán Osorno.

## Historia

### Fundación
La Asociación Central de Fútbol de Chile (ACF), a través de su presidente Rolando Molina Reyes, invitó a Osorno a ingresar al fútbol profesional, en segunda división.
La extensión del fútbol profesional a la Región de Los Lagos, se produjo, por una idea del organismo deportivo que regía el país: la Dirección General de Deportes y Recreación (Digeder), esta iniciativa fue de carácter urgente, por ello se invitó a ingresar directamente a la segunda división a las ciudades de Valdivia, Osorno y Puerto Montt, además de La Unión y Castro, que no se integraron.
Así, en abril de 1983 se abrieron registros públicos de la ciudad, para conocer la adhesión de los osorninos a la idea y decidir si se aceptaba la invitación señalada.
El 6 de mayo de 1983, se realizó la primera reunión pública en el Club Alemán, con la presencia de los dirigentes de la ACF y las fuerzas deportivas de la provincia (dirigentes amateurs, deportistas en general). Los asistentes acordaron en principio aprobar el ingreso de Osorno, al fútbol profesional, pero no sin antes realizar un estudio de factibilidad y plan de trabajo preliminar.
Posteriormente el día 13, la comisión especial entregó, un informe favorable a la creación del nuevo club y su aceptación de ingresar al fútbol rentado.
El 24 de mayo, en el salón de sesiones de la Municipalidad de Osorno, se llevó a efecto la reunión con la asistencia de unos 100 deportistas, entre los cuales se encontraban presentes altos dirigentes del deporte local y representantes del sector privado, siendo las 21:01 horas se acordó por unanimidad de los presentes ingresar al fútbol profesional, fijándose el domingo 5 de junio como fecha de fundación del club naciente. En aquel día, se realiza una ceremonia en el Gimnasio Español ante la presencia de unas quinientas personas, entre dirigentes, autoridades y deportistas destacados.
Provincial Osorno, fue el primer club de la región de Los Lagos, autorizado por la ANFA, mediante un oficio para ingresar al fútbol profesional.

### Los Inicios
A fines de junio de 1983, se contrató como primer director técnico del club a Juan Soto Mura. Luego la primera quincena de julio, se formó el primer plantel, con 6 jugadores foráneos y el resto de la zona, estos últimos extraídos del campo amateur. Para tal efecto se formaron dos selecciones osorninas la blanca y la azul, este partido se jugó en el estadio Parque Schott y de ambas selecciones salió el 80 % de los jugadores que posteriormente conformaron el plantel de Provincial Osorno, todo esto con el fin de comenzar a preparar la pretemporada en la comuna lacustre de Entre Lagos (hoy Puyehue) con miras al campeonato nacional 1983. Todo ese primer campeonato, Provincial Osorno, jugó de local en el Estadio Bancario, ya que el Parque Schott se encontraba en reparaciones.
Su primer Presidente fue el abogado Sergio Toloza Rodríguez y su primer director técnico fue Juan Soto Mura, el ex “niño gol” de Colo-Colo.
El debut profesional fue en el Estadio Bancario ante Lota Schwager con triunfo de los Toros por 2 goles a 1, tras anotaciones de Edgardo “Colún” Soto, el domingo 21 de agosto de 1983 a las 15:40, con un público asistente controlado de 3535 personas. Ese año Provincial Osorno se salvó del descenso en una liguilla que se jugó en Osorno con la participación de Curicó Unido (1.º), Ñublense (3.º) y San Antonio Unido (4.º). Estos dos últimos descendieron a Tercera división.
El año 1984 marca un hecho importante en la historia del cuadro lechero, luego de cumplir una destacada campaña en la "Copa Polla Gol", el Campeonato Nacional trajo un sorpresa inesperada para Provincial Osorno al caer a Tercera División junto a Deportes Laja, sin embargo debido al constituirse en una excelente plaza de asistencias de público al estadio por parte de la ciudadanía osornina y respetando el acuerdo de mantener en esta división a Deportes Valdivia, Osorno y Deportes Puerto Montt por parte de la ACF, por un periodo mínimo de 2 a 3 años en el fútbol rentado fue invitado a participar en la "Copa Polla Gol 1985", en el transcurso de este torneo y previo pago de $1.000.000 es oficializada la permanencia definitiva de Los Toros en la Segunda División. En junio de este mismo año, es elegido por unanimidad como presidente del club el exalcalde de la ciudad Alejandro Kauak, quien reemplaza a Sergio Toloza. Este último rindió su última cuenta mostrando un déficit cercano a los 2 millones de pesos.
En 1985, la ciudad vivió el “boom” del fútbol, transformándose en una de las plazas más importante del ascenso y una de las más relevantes de todo el fútbol nacional, con asistencias regulares al estadio de más de 10 mil personas. El tema hizo crisis en un encuentro frente a Curicó Unido, en el cual quedaron tres mil espectadores sin posibilidad de ingresar al Parque Schott, lo que hizo que la entonces Digeder (ahora Instituto Nacional de Deportes) comprometiera la ampliación del estadio, la que nunca se concretó.

### La primera gran alegría: el ascenso de 1990
| Partidos | Partidos | Partidos  | Partidos | Goles   | Goles     | Goles      |
| Total    | Ganados  | Empatados | Perdidos | A favor | En contra | Diferencia |
| -------- | -------- | --------- | -------- | ------- | --------- | ---------- |
| 34       | 19       | 8         | 7        | 55      | 21        | +34        |

El primer ascenso a la Primera división. vino en 1990 de la mano del entrenador Guillermo Yávar. En aquel año, la Segunda División se dividió en dos zonas: norte y sur. El ganador de cada grupo se aseguraba el ascenso a la división de honor y un pasaje para la gran final. En el sur, Osorno disputó hasta el fin de campeonato la punta del grupo sur con Rangers de Talca. En la fecha 26, ambos equipos quedan con 36 puntos, y en la fecha siguiente, debido al triunfo del elenco lechero frente a Ñublense por la cuenta mínima y un empate de los piducanos, Osorno queda puntero con 38 y detrás Rangers de Talca con 37. En la fecha siguiente, viene una victoria de visita frente a Deportes Temuco por 3 a 1, lo que permitió mantener la ventaja.
A solo cuatro fechas para el término de la competencia se produce el choque entre los del Rahue y los del Piduco en el Parque Schott ante 10.853 personas. Un penal errado por el capitán talquino Jaime Gaete a los 18 minutos y el gol a los 32 minutos de Caupolicán Escobar le dieron al equipo sureño la primera chance de ascender.
El ascenso se concretó el 6 de enero de 1991 en el Estadio Municipal Jorge Silva Valenzuela de San Fernando ante 2474 espectadores, muchos de ellos Osorninos. Solo bastó un empate sin goles para asegurar la punta del Grupo Sur pues Deportes Temuco había derrotado 4 a 2 al elenco Talquino. La algarabía se desata en los hinchas taurinos, pues Osorno, en su séptimo año de vida, había logrado el tan ansiado derecho de jugar en la Primera división.
Veinte días más tarde, se recibe a Coquimbo Unido, campeón de la zona Norte en el Estadio Parque Schott para el partido de vuelta que definiría al Campeón Nacional de la Segunda División. Ambos elencos venían de un empate sin goles en el Francisco Sánchez Rumoroso por el partido de vuelta. En el recinto de calle Cochrane había aproximadamente 13 000 personas. En el minuto 91, de la mano de Caupolicán Escobar (el mismo que convirtió el gol a Rangers), vino un remate desde fuera del área que batió al arquero Rolando Rivera. Aquel gol valió el título de Campeón del Ascenso. Se repite la alegría en la gente con celebraciones en la Plaza de Armas de la ciudad.

### Descenso de 1991 y regreso con Jorge Garcés
| Partidos | Partidos | Partidos  | Partidos | Goles   | Goles     | Goles      |
| Total    | Ganados  | Empatados | Perdidos | A favor | En contra | Diferencia |
| -------- | -------- | --------- | -------- | ------- | --------- | ---------- |
| 30       | 22       | 4         | 4        | 72      | 36        | +36        |

En el año 1991, Osorno vuelve a caer en la actual Primera B al finalizar penúltimo de la tabla anual solo superando a Santiago Wanderers. En aquel año, de un total de 30 partidos, solo logra ganar 5, empatar 9 y perder 16 partidos con una diferencia de goles de -31, presentando un rendimiento de 31,67 %. En la Copa Chile de aquel año, queda tercero en el grupo F que compartía con Deportes Temuco, Deportes Puerto Montt, Huachipato, Lozapenco y Deportes Linares, no logrando clasificar para la siguiente fase.
En 1992 vino el segundo título nacional del ascenso, de la mano de Jorge Garcés. En aquel año, de 30 partidos disputados, 22 fueron victorias, 4 fueron empates y 4 fueron derrotas, terminando con 48 puntos, 10 más que Deportes Iquique.
En las temporadas siguientes, Osorno se consolidó como un club de Primera División, alcanzando sus campañas más relevantes en 1996 y en el Apertura y Clausura de 1997, en las que finalizó sexto y séptimo, respectivamente.
Un nuevo descenso vino en 1998, al perder en Liguilla de Promoción contra Santiago Morning, no obstante, al año siguiente de nuevo estaba en Primera A por medio de esta misma instancia, al derrotar a Cobresal en El Salvador, para luego en la temporada 2000, caer nuevamente a la Primera B.
En esos años, el equipo tuvo jugadores destacados como Daniel Morón, Hernán Caputto, Ceferino Villagra, Ítalo Díaz, Rubén Martínez, Marcos Lencina, Mario Vanemerak, Fabio Márquez, Silvio Fernández, Sergio Gioino y Jaime Aguilar, entre otros.

### Descenso, participación internacional y la crisis económica del club (2001-2006)
El ascenso de 1999 sirvió para jugar solo un año en primera división ya que el mismo año 2000 volvió a descender.
Luego del descenso a la segunda división (actual Primera B) que duró hasta 2007 (descendiendo nuevamente el 2008), se fueron haciendo patentes los vicios históricos que acompañaron al club en materia de administración, con pasivos enormes en materia de impuestos, aquí se suman los generados por la rama de básquetbol que quedaron cargados en el RUT del fútbol, y también los previsionales, además de juicios de jugadores.
Ya en 2003, el primer presidente del club, abogado Sergio Toloza, señaló que el club estaba técnicamente quebrado y, por lo tanto, era necesaria una reestructuración que terminara con el club convertido en una Sociedad Anónima. Este mismo año el club llega por primera vez a un certamen Internacional disputando la Copa Sudamericana, consiguiendo un récord en el fútbol chileno, en ser el primer equipo que estando en la Primera B participa de un torneo continental. En la copa disputa los dieciseisavos de final frente a Universidad Católica, primer duelo jugado en el Estadio San Carlos de Apoquindo donde los toros se llevarían la victoria por la cuenta mínima gracias a un gol olímpico convertido por Alejandro Figueroa a los 19 minutos de la primera etapa.
En la vuelta con un Parque Schott repleto y la ciudad totalmente paralizada, en donde en menos de cinco horas se agotaron todas las localidades se jugó el encuentro de vuelta de la llave de dieciseisavos donde Provincial Osorno llegaba con la primera chance de avanzar. El partido sería dirigido por el árbitro chileno Patricio Polic y pasaría a la historia luego que el colegiado junto a su terna referil desarrollaran un trabajo paupérrimo favoreciendo claramente al conjunto precordillerano. Los Toros comenzaron ganando luego de un gran cabezazo de Alejandro Naif que dejó sin opciones al portero Leonardo Cauteruchi, la UC trataría de lograr el empate y tras un penal inexistente sobre Sergio Gioino, es Esteban Valencia quien marcará el empate y finalizando el primer tiempo Iván Vásquez dejaría en ventaja a los de la franja.
Tras ello la oncena taurina fue en busca del gol del empate el cual fue conseguido por Alejandro Figueroa a través de un tiro de esquina pero el árbitro de manera insólita desestimó desatando la furia de los hinchas locales, aquello aumentó luego de no expulsar al defensor cruzado Claudio Muñoz tras una fuerte entrada por detrás sobre Naif pero sí haberlo hecho con el defensor osornino Juan Carlos Aguilar. Así tuvieron que definir el paso a la siguiente fase vía lanzamientos penales es aquí donde el portero taurino Waldemar Méndez contiene el penal de Sergio Gioino que dejaba la tanda igualada tras el fallo de Figueroa, pero es nuevamente el árbitro el que no permitiría aquello tras hacer repetir el lanzamiento que posteriormente anotaría el argentino. Tras aquello se convertirían todos los penales restantes, siendo Gonzalo Villagra el anotador del último que le diera a la UC la clasificación a octavos de final frente al Cienciano del Perú.
Polic fue duramente increpado tanto por el plantel como por el cuerpo técnico encabezado por Claudio Nigretti y de igual forma por los mismos hinchas, debiendo ser custodiado por Carabineros en su salida del recinto deportivo como en el hotel en que se hospedaba hasta largas horas de la noche. Se dice que este episodio es uno de los mayores escándalos arbitrales que han ocurrido en el fútbol chileno. Este episodio terminó con la Suspensión de Polic y sus árbitros asistentes por 8 meses por parte de Conmebol.
A fines de 2004 y comienzos de 2005, se analizó la posibilidad de solicitar la quiebra, siguiendo el modelo de Palestino S.A., lo que no tuvo acogida en la dirigencia de la época y, por lo tanto, ni siquiera fue planteado a la asamblea de socios. El camino escogido fue una transformación de la corporación deportiva y en febrero de ese año se realizó una reunión con importantes empresarios locales para ver la posibilidad de materializar la idea. La posibilidad de transformar al club en Sociedad Anónima, fue aprobada por la asamblea de socios de ese año, no obstante no se llegó a materializar.
Los tiempos le jugaron una vez más en contra al club y la directiva de la época optó por jugar las fichas para salvar la corporación en 2005, jugándose por el ascenso, para lo cual se subió el gasto operacional de manera sustantiva. Se estuvo a un penal de logarlo, pero lo concreto fue que se llegó a la situación “terminal” que se venía anunciando desde hacía dos años antes.
En diciembre del año 2005, el club quedó acéfalo, con 67 millones de pasivos solo considerando el ejercicio operacional de ese año. Una comisión de transición comenzó a ver la factibilidad de darle continuidad de giro al club, pero los plazos apremiaban.
La Comisión de Transición analizó entonces la posibilidad de pedir un receso por un año, lo que fue rechazado por la ANFP; por lo que si no jugaban, el club era borrado de los registros. Fue entonces que se llegó a un acuerdo con Heinz Gildemeister en torno a entregarle una concesión por un año, mientras se preparaba la transformación.
Cada uno de estos pasos fue sometido a la consideración de los socios de la corporación, siendo aprobados siempre por unanimidad.
Lo que en ese momento se consideraba ideal en el cronograma de la Comisión de Transición era, hacer un receso en el 2006 con el objetivo de ordenar la casa, y formar un plantel competitivo para 2007 el cual se preparara para el ascenso en 2008; sin embargo la negativa de la ANFP obligó a realizar un plan de contingencia, en el cual una nueva directiva del Club, asume como mandato el conducir los destinos del Club hasta cumplir con la normativa vigente, en conjunto con el Administrador Sr. Gildemeister. Además como el club no tenía jugadores, mientras todos los demás clubes estaban en pretemporada, se determinó únicamente participar. La meta propuesta para ese año era llegar octavo, aunque con una mala campaña solo se terminó décimo.
Después de finalizar la campaña deportiva 2006, durante el mes de septiembre el Directorio, decide dejar una base de 14 jugadores del Plantel Profesional para cumplir con los compromisos amistosos desde el periodo de octubre a diciembre de 2006.
En la asamblea del 25 de septiembre, se faculta al directorio para efectuar los trámites pertinentes para que el Club pueda cumplir con los requisitos de la ley en cuanto a transformarse en Sociedad Anónima Deportiva Profesional. En octubre del año 2006 se efectúan los trámites legales para constituir la nueva sociedad anónima continuadora de la tradición del Club.

#### La transformación en sociedad anónima (2006-2007)
Después de finalizar la campaña deportiva 2006, durante el mes de septiembre el Directorio, decide dejar una base de 14 jugadores del Plantel Profesional para cumplir con los compromisos amistosos desde el periodo de octubre a diciembre de 2006.
Las actividades realizadas por El Club Deportivo Provincial Osorno Sociedad Anónima Deportiva Profesional, comienzan a partir de octubre del año 2006 mes en el cual se efectúan los trámites legales para constituir la nueva sociedad anónima continuadora de la tradición del Club.
Durante este mes también se constituye el primer Directorio de la Sociedad Anónima, el cual quedó integrado por los Directores, Juan Carlos Alt, César Barría, José Antonio Alcázar, Eduardo Hott, Heinz Gildemeister, Joaquín Ballesteros y Alfredo Albarrán.
En lo deportivo el equipo realizó presentaciones en las localidades de Puerto Octay y Paillaco, así como también participó en la inauguración de la cancha de pasto sintético Rubén Marcos en el complejo deportivo Parque Schott.
Al 31 de diciembre del año 2006, se cumplió con todos los requisitos impuestos por la ley de Sociedades Anónimas Deportivas Profesionales: El Club se transformó en Sociedad Anónima de acuerdo a la ley, siendo sus escrituras debidamente inscritas ante el conservador, publicadas en el diario oficial, Negociar sus pasivos ante la Tesorería General de la República, haber sido reconocida como continuadora del Club, ha sido reconocida por la ANFP y ChileDeportes y haber cumplido con los requisitos establecidos por la ley para registrarse ante el Servicio de Impuestos Internos.
A mediados de 2007 la dirigencia decide cambiar la camiseta oficial y la insignia del club, esta última mediante una encuesta realizada previa a un partido por el Campeonato Nacional jugado en el estadio Rubén Marcos frente a Municipal Iquique y cambiar el nombre de club de deportes Provincial Osorno a Club Deportivo Provincial Osorno S.A.D.P, luego de la llegada de Andrés Tupper y Henry Manzano como los nuevos grandes inversionistas al adquirir el 51 % de la sociedad.

#### Retorno a la Primera A, y regreso a la Primera B (2007-2009)
| Partidos | Partidos | Partidos  | Partidos | Goles   | Goles     | Goles      |
| Total    | Ganados  | Empatados | Perdidos | A favor | En contra | Diferencia |
| -------- | -------- | --------- | -------- | ------- | --------- | ---------- |
| 40       | 17       | 13        | 10       | 50      | 41        | +9         |

El 2007, se caracteriza por la gran campaña de Provincial Osorno, el cual fue el líder del torneo de la Primera B durante casi seis meses (desde 15 de abril al 6 de octubre); permaneciendo luego en los primeros lugares y recuperando definitivamente el liderato el 17 de noviembre, a un partido del fin del campeonato.
Posteriormente en el último partido, Provincial Osorno derrotó por 4-0 a Deportes Iquique en el norte y alzaron por tercera vez en su historia la copa de campeón de Primera B. Así, ese mismo año en el que se transformó en sociedad anónima, Provincial Osorno asciende en forma directa a la Primera División.
Durante el Torneo de Apertura 2008, el cuadro lechero tuvo una muy discreta campaña, terminando en el antepenúltimo lugar de la tabla de posiciones y último en la ponderada del descenso 2007-2008. Poco antes de terminar la fase regular, el entrenador Osvaldo "Arica" Hurtado presentó su renuncia. En el mes de mayo asumió el argentino Mario Vanemerak. Los resultados frente a los equipos grandes fueron los siguientes: Provincial Osorno 0 Colo Colo 3 - Universidad Católica 2 Provincial Osorno 0 - Universidad de Chile 4 Provincial Osorno 1.
En el Torneo de Clausura 2008 los resultados no mejoraron y el club continuó en último lugar de la tabla ponderada y luego de un año en la división de honor del fútbol chileno, Provincial Osorno regresó a Primera B luego del partido que se disputó el 5 de octubre en el Estadio Municipal Rubén Marcos Peralta, donde cayó por 2-1 ante Deportes La Serena. Fue, junto con Deportes Melipilla, el segundo descendido de la Primera División cuando aún faltaban 4 fechas de torneo por disputar. Luego de un partido frente a Santiago Morning, se concreta la salida del técnico Vanemerak, debido a diferentes problemas de convivencia con los jugadores del plantel de futbolistas de la institución taurina. Los últimos encuentros que debió afrontar el cuadro lechero más el partido por la Copa Chile 2008 frente a la U.de Concepción, lo hizo bajo las órdenes de Gerhard Reiher, Adolfo Yavár y Héctor Pineda. Los resultados frente a los Grandes fueron los siguientes: Colo Colo 4 Provincial Osorno 1 - Provincial Osorno 2 Universidad Católica 4 - Provincial Osorno 1 Universidad de Chile 2.
El año 2009, el equipo no tuvo mayor posibilidad para conseguir el ascenso, finalizando en el 6.º lugar de la tabla anual.

### El descenso a Tercera y el fallido ascenso (2010-2011)
En el torneo 2010, Provincial Osorno presentó un plantel compuesto por varios elementos jóvenes mezclados con jugadores de experiencia. Bajo la dirección técnica de Cristián Romero, los resultados deportivos no fueron los esperados, perdiendo muchos puntos en calidad de local.
El mal rendimiento llevó a la salida de Romero y el regreso del argentino Claudio Nigretti a la banca de los toros. Sin embargo, los triunfos llegaban con dificultad y el cuadro osornino finalizó último en la Zona Sur de la Primera B, lo que significó jugar dos partidos frente al colista de la Zona Norte, a fin de definir el equipo que caería a Tercera División A.
El rival a enfrentar fue Deportes Copiapó, cuyo bajo puntaje lo obligó a recibir a los Toros en la ida, y cerrar en Osorno la serie. En el primer encuentro, jugado en el Estadio Municipal de Vallenar, ganaron los nortinos por 2 a 0.
Con el primer resultado en contra, el club debía buscar un triunfo mayor a dos goles para confirmar su estancia en Primera B. En el partido de vuelta, jugado el día 2 de octubre de 2010 en el Estadio Municipal Rubén Marcos Peralta, los osorninos ganaron 1 a 0, con un gol de penal de Mario Núñez, lo que no alcanzó para mantener la categoría, y significó el doloroso abandono del profesionalismo por primera vez en su historia.
Cabe destacar que en 1984 su segundo año de vida, el club había descendido oficialmente a Tercera división por terminar en el último lugar de la tabla, pero no se llevó a cabo el descenso debido a un estatuto de la Asociación Central, el cual decía que "un club no podía descender en sus primeros años de participación".
El 2011, ya en Tercera División, se conforma un buen plantel con el fin de conseguir rápidamente el ascenso a Primera B, logrando una buena campaña en la fase regular que posteriormente lo llevaría a disputar el cuadrangular final de la zona sur junto a Fernández Vial, Deportes Iberia y Municipal La Pintana. El equipo llega a la última fecha con opciones de meterse entre los 4 mejores del torneo y poder ascender al fútbol profesional. Su rival de turno fue Arturo Fernández Vial en el Estadio Municipal Rubén Marcos Peralta, siendo el cuadro de la octava región el cual se impusiera de manera categórica por 3 tantos contra 0, provocando la eliminación del cuadro taurino y la clasificación del equipo aurinegro. Luego el equipo que lograría el ascenso a Primera B sería el sorprendente equipo de Barnechea FC.
En diciembre de 2011 el club recibió la concesión por parte de una directiva con formada por: Guillermo Pauli (Presidente), Alberto Kauak (Vicepresidente) a la cabeza, que tiene que velar por el destino y la participación del club pasándose a llamar Club Deportivo y de Desarrollo Provincial Osorno

### Desafiliación (2012)
Para la temporada 2012 licitó un cupo a la recientemente creada Segunda División de Chile, El Provi es aceptado finalmente el 26 de febrero de 2012. El 15 de febrero fue presentado el técnico Nelson Mores en vistas a la temporada 2012. En su primer partido de preparación perdió 2 a 0 ante Quesos Kumey.
El rendimiento del equipo fue regular, y tras el fin de la fase "todos contra todos" finalizó en el cuarto puesto, ocupando un lugar expectante de cara a la liguilla final y a un posible ascenso a Primera B. Pero en el mes de agosto, a las puertas de aquella última etapa, la ANFP paralizó el torneo por las deudas de algunos clubes. En aquel momento Provincial Osorno tenía una deuda de 225 millones de pesos -como concepto de cuota de inscripción- la que no pagó durante sus cinco meses de participación en el torneo y luego no fue aceptada su propuesta de pago por ser insuficiente. El día 31 de agosto, el ente rector del fútbol chileno determinó la desafiliación del club, mientras en Osorno, la ciudad expectante se movilizaba ante la noticia, culpando a dirigentes, empresarios locales y políticos de la ciudad como principales responsables de la desafiliación del club. Cabe recordar que, de antemano, el presidente de la ANFA dijo que no aceptará nunca más a los clubes que se fueron a la Segunda División de la ANFP; por tal razón, el club, además de tener deudas pendientes con la propia ANFP, fue desafiliado de la susodicha asociación y no podrá retornar algún día de subir deportivamente, por lo que su probabilidad de participación queda nula y su extinción es casi imposible revocar, pues para ello se necesitaría la declaración extraordinaria de la ANFP y la probabilidad de que eso pueda ocurrir también es prácticamente nula.
Luego de saberse la noticia de la desafiliación del club y la negativa de la ANFA de aceptar al "Club Deportivo y de Desarrollo Provincial Osorno", se presenta un recurso de protección ante la Corte de Apelaciones de Santiago, recurso que fue rechazado. Se veía un panorama muy complicado con el club y la ciudad que luego de 30 años se quedaba sin fútbol.
Los futbolistas del Provi continuaron con los entrenamientos y jugando partidos amistosos frente a Deportes Temuco, Quesos Kumey entre otros y esta sería la última actividad como club con el nombre de "Club Deportivo y de Desarrollo Provincial Osorno", de cara a su refundación.

### Legado (desde 2012)
Debido a que el antiguo club se encontraba desafiliado, siendo casi imposible pagar el dinero para volver al fútbol profesional, y a la negativa de ANFA de aceptarlo debido a su incorporación a la Segunda División Profesional, a finales del año 2012, los hinchas y barristas junto con autoridades regionales debido a la ausencia de un club deportivo que representara a la ciudad como lo hacía el histórico Provincial Osorno fundaron un nuevo club el 3 de diciembre del mismo año, bajo el nombre de Club de Deportes Provincial Osorno. Este último, es un club nuevo y diferente comandado por nuevos dirigentes y otro nombre, pero manteniendo el histórico y representativo nombre de Provincial Osorno. Durante el 2013, el club postula a la Tercera División B del fútbol chileno, pero no logra ser aceptado. Luego de varios intentos, logra su definitiva incorporación a la Tercera División B de Chile el año 2014. El primer presidente del nuevo Provincial Osorno fue el señor Felipe Palominos, el año 2015 consigue el subcampeonato de Tercera División B de Chile ascendiendo, para el año 2016 y bajo la presidencia de Susana Albial, el club consigue el ansiado ascenso al profesionalismo, ya que en la penúltima fecha derrotó como local a Deportes Recoleta por 3-1, en la última fecha consigue ser campeón de la Tercera División A de Chile, derrotando como visitante a Juventud Salvador por 0-5, para la temporada 2017 Club de Deportes Provincial Osorno juega en la Segunda División Profesional con el nombre de Deportes Osorno debutando ante Malleco Unido de visita perdiedo 3 a 0. y el mismo año pierde la categoría tras quedar colista y tras perder ante Naval, el nuevo club alcanzó a jugar apenas cuatro meses en el fútbol profesional.

## Uniforme

### Uniforme titular
| 1983-84 | 1985 | 1986-87 | 1988-90 | 1991-92 | 1993-96 | 1997 | 1998 | 1999 |

| 2000-06 | 2007 | 2008-09 | 2010 | 2011 | 2012 |

### Uniforme Visitante
| 1987 | 1988-89 | 1990 | 1991 | 1992 | 1997-98 | 1999 | 2010 | 2011 |

| 2012 |

### Equipamiento
| Período   | Proveedor             |
| --------- | --------------------- |
| 1986-1990 | Le Coq Sportif        |
| 1991-1993 | Adidas                |
| 1994      | Le Coq Sportif        |
| 1995-2010 | Club Sport            |
| 2011      | Training Professional |
| 2012      | Imtex Osorno          |

| Período   | Auspiciador              |
| --------- | ------------------------ |
| 1985      | Supermercado Hayal       |
| 1986-1988 | Felco                    |
| 1988      | Pisco Diaguitas          |
| 1989      | Homelite Corporation     |
| 1990      | Cecinas San Jorge        |
| 1991-1992 | Productos Fernández      |
| 1993-2000 | Cerveza Cristal          |
| 2000      | Conter                   |
| 2001-2002 | Grupo Saesa              |
| 2003      | Universidad de Los Lagos |
| 2004-2005 | Carrasco Créditos        |
| 2006-2007 | Frigosor                 |
| 2007      | Quesos Kümey             |
| 2008-2009 | Tata                     |
| 2010      | Productos Fernández      |
| 2011      | Rastro                   |
| 2012      | Creo                     |

## Presidentes
| Deportivo Provincial Osorno - 1983-1984: Sergio Toloza Rodríguez - 1984-1989: Alejandro Kauak Garabit - 1989-1990: Ramón King Farías - 1990-1992: René Nannig Winkler - 1992-1998: Alejandro Kauak Garabit - 1999: Rubén Marcos Peralta - 2000-2001: Juan Catalán Riquelme - 2002: Iván Navarro Abarzúa - 2003-2004: César Triviño Lavanderos - 2005: Maximiliano Flores Bravo - 2006: Armin Altamirano - 2006: Alfredo Albarrán Mora Provincial Osorno S.A.D.P. - 2007-2010: Aníbal Silva Streeter - 2011-2012: Alejandro Kauak Garabit |

## Estadio
El estadio del Club Provincial Osorno era conocido antiguamente como el Estadio Municipal Parque Schott, ubicado en la calle Cochrane de la ciudad de Osorno.
El 14 de noviembre del 2006, se inaugura un nuevo campo de juego en el mismo lugar, el cual incluye césped sintético. Así, el nombre del estadio cambia, quedando como "Complejo Deportivo Parque Schott, Estadio Rubén Marcos Peralta de Osorno", pero se conocerá como Estadio Municipal Rubén Marcos Peralta
El estadio cuenta con una capacidad de 12 mil personas aproximadamente, además cuenta con el 80 % de sus galerías techadas, solo la tribuna conocido como "El Morro" no está techada, es el estadio techado más antiguo de Chile

## Hinchada
La Barra Oficial de Deportes Provincial Osorno, es llamada Furia Sureña, la que mayoritariamente se componente de gente joven y que semana a semana juntan dinero para poder acompañar al equipo a los distintos encuentros deportivos. La Furia Sureña es una hinchada que no ha causado incidentes graves, excepto algunos partidos "clásicos" frente a Deportes Puerto Montt y Deportes Valdivia. Antes de la Furia Sureña, la hinchada de Osorno tenía otros nombres como lo son: Limite-Sur y Somos Los Que Somos.

## Datos del club
- Temporadas en 1.ª: 9 (1991, 1993-1998, 2000, 2008)
- Temporadas en 1.ªB: 19 (1983-1990, 1992, 1999, 2001-2007, 2009-2010)
- Temporadas en 2.ª: 4 (2012, 2017, 2023-2024)
- Temporadas en 3.ªA: 7 (2011, 2016, 2018, 2019, 2020, 2021, 2022)
- Temporadas en 3.ªB: 2 (2014-2015)
- Participaciones en Copa Chile (18)

- Participaciones Internacionales Copa Sudamericana (1): Fase preliminar de 2003
- Mayores goleadas conseguidas:
  - En Primera División: 6-1 a Santiago Wanderers en 1996.
  - En Primera División B: 10-0 a Deportes Linares en 1990.
  - En Segunda División: 3-0 a Deportes Iberia en 2012.
  - En Tercera División A: 6-0 a Municipal La Pintana en 2011.
  - En Tercera División B: 10-2 a Cultural Maipú en 2015.
  - En Copa Chile: 8-0 a Lord Cochrane de Aysén en 2010.
- Mayores goleadas recibidas:
  - En Primera División: 1-8 de Cobresal en 1991.
  - En Primera División B: 2-7 de Deportes Iquique en 1992.
  - En Segunda División: 4-1 de Colo Colo B en 2012.
  - En Tercera División A: 4-0 de Lautaro de Buin en 2016.
  - En Copa Chile: 0-5 de O'Higgins en 1993, 2-7 de Deportes Valdivia en 1987, 3-7 de Club de Deportes Puerto Montt en 2010
- Mejor ubicación en Primera División: 6.º (1996)
- Mejor ubicación en Copa Chile: Cuartofinalista (1989)
- Máximo de presencias en Primera División: Víctor Monje (160 partidos)
- Máximo goleador: Javier Grandoli (53 goles)
- Máximo goleador en Primera División: José Luis Díaz (25 goles)
- Máximo goleador en una temporada (Primera División): Mario Núñez (14 goles)
- Gráfico de la evolución histórica:

## Entrenadores

### Cronología
- Juan Soto Mura (1983)
- Jaime Ramírez (1983-1984)
- Héctor Barría (1984)
- José Benito Ríos (1985)
- Juan Carlos Gangas (1985)
- Sergio Gutiérrez (1986)
- Dante Pesce (1986)
- Fernando Cavalleri (1987-1988)
- Guillermo Yávar (1989-1991)
- Guillermo Díaz (1991)
- Jorge Garcés (1992)
- Peter Obermayer (1993)
- Guillermo Yávar (1993)
- Antonio Angelillo (1994)
- Ruben Marcos (1994)
- Juan Páez (1994)
- Oscar Malbernat (1995-1996)
- Juan Carlos Carotti (1997)
- Abel Moralejo (1998)
- Marcelo Trobbiani (1998)
- Gino Valentini (1999-2000)
- Nelson Mores (2000-2001)
- Juan Carlos Carotti (2001)
- Washington Olivera (2002)
- Arnoldo Marín (2002)
- Guillermo Yávar (2002)
- Ned Barbosa (2003)
- Claudio Nigretti (2003)
- Nelson Mores (2004-2005)
- Osvaldo Villegas (2006)
- Christian Riadi (2006)
- Nelson Mores (2006)
- Osvaldo Hurtado (2007-2008)
- Mario Vanemerak (2008)
- Gerhard Reiher (2008)
- Cristián Romero (2009-2010)
- Claudio Nigretti (2010)
- Carlos Rojas (2011)
- Freddy Angulo (2011)
- Manuel Rodríguez Vega (2011)
- Nelson Mores (2012)

## Palmarés

### Torneos nacionales
- Segunda División de Chile/Primera B de Chile (3): 1990, 1992, 2007
- Liguilla Pre-Sudamericana (1): 2003
- Subcampeón del Copa CCU (1): 1985-86

## Participación en competiciones de la Conmebol
| Temporada | Torneo            | Ronda | Club                 | Visita | Casa | Global      |
| --------- | ----------------- | ----- | -------------------- | ------ | ---- | ----------- |
| 2003      | Copa Sudamericana | 1     | Universidad Católica | 1–0    | 1–2  | 2–2 (3-5 p) |